# 카일릭스
카일릭스(Kylix)는 마이크로소프트 윈도우에서 사용하는 볼랜드 사의 델파이나 C++빌더의 리눅스 버전이다. Qt 툴킷 기반이며 크로스 플랫폼 GUI 응용 프로그램 개발 도구이다. 카일릭스는 파스칼과 C++를 사용하여 프로그램을 작성한다. 또한 카일릭스를 이용하여 명령 줄에서 사용할 수 있는 프로그램, 아파치의 모듈과 특히 GUI용 프로그램을 작성 할 수 있다. 다만, 카일릭스로 커널 모듈이나 장치 드라이버는 만들 수 없다.
이 제품은 클래식 제품으로 분류되어 카일릭스는 개발이나 지원이 중지되었다. 그러나 2010년 기준으로 이 프로젝트는 맥, 리눅스용 델파이 크로스 컴파일러 형태로 부활하여 엠바카데로의 델파이와 C++빌더 로드맵에서 나타난다.

## 참조
1. ↑  “RAD Studio, Delphi and C++Builder Roadmap”. 2012년 2월 21일에 원본 문서에서 보존된 문서. 2012년 12월 11일에 확인함.

## 같이 보기
- 델파이 프로그래밍 언어
- 볼랜드 델파이
- 프리 파스칼과 라자루스